# آنتی آرنه
آنتی آرنه (فنلاندی: Antti Aarne; ۵ دسامبر ۱۸۶۷ – ۲ فوریهٔ ۱۹۲۵) فولکوریست و متخصص مطالعات فرهنگ مردم اهل فنلاند بود.
او روش تاریخی-جغرافیایی خود را برای فرهنگ‌شناسی مردمی تطبیقی توسعه داد و نسخه اولیه آنچه را که به سیستم طبقه‌بندی آرنه-تامپسون برای طبقه‌بندی افسانه‌های عامیانه تبدیل شد اولین بار در سال ۱۹۱۰ منتشر کرد.